# Gunenotophorus globularis
Gunenotophorus globularis is een eenoogkreeftjessoort uit de familie van de Notodelphyidae. De wetenschappelijke naam van de soort werd in 1838 voor het eerst geldig gepubliceerd door Oronzio Gabriele Costa.